# Antiochis, drottning av Kappadokien
Antiochis, död 163 f.Kr., var drottning av Kappadokien som gift med Ariarathes IV av Kappadokien. 
Hon var dotter till Antiochos III.